# Прорезыватель

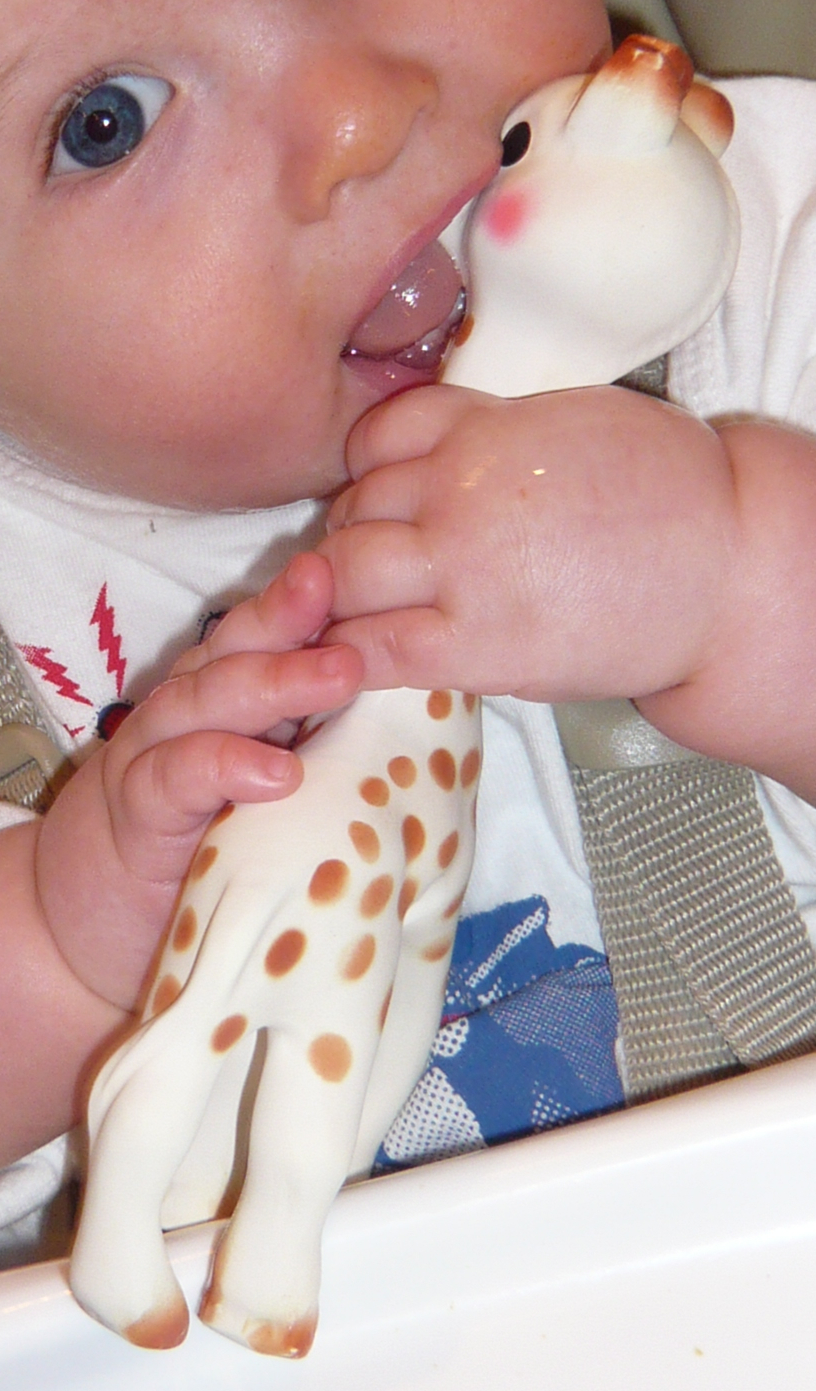
Жираф Софи, популярный прорезыватель зубов

Прорезыватель, игрушка для прорезывания зубов или игрушка для жевания — это приспособление, которое дают младенцам, у которых прорезываются зубы. Большинство современных прорезывателей сделаны из силикона, но также могут быть изготовлены из дерева или резины. Некоторые прорезыватели наполнены жидкостью или гелем, которые можно замораживать или хранить в холодильнике. Они отличаются от пустышек тем, что предназначены для жевания, а не сосания. Прорезыватели бывают самых разных форм. Они могут помочь облегчить боль при прорезывании зубов и помочь новым зубам проникнуть в десну, а также стать своего рода развлечением. Ожерелья и браслеты для прорезывания зубов могут представлять опасность удушья для младенцев и детей ясельного возраста в зависимости от расположения режущихся зубов и вызвывают нарекания. В прошлом прорезыватели часто представляли собой специальные кольца для прорезывания зубов.

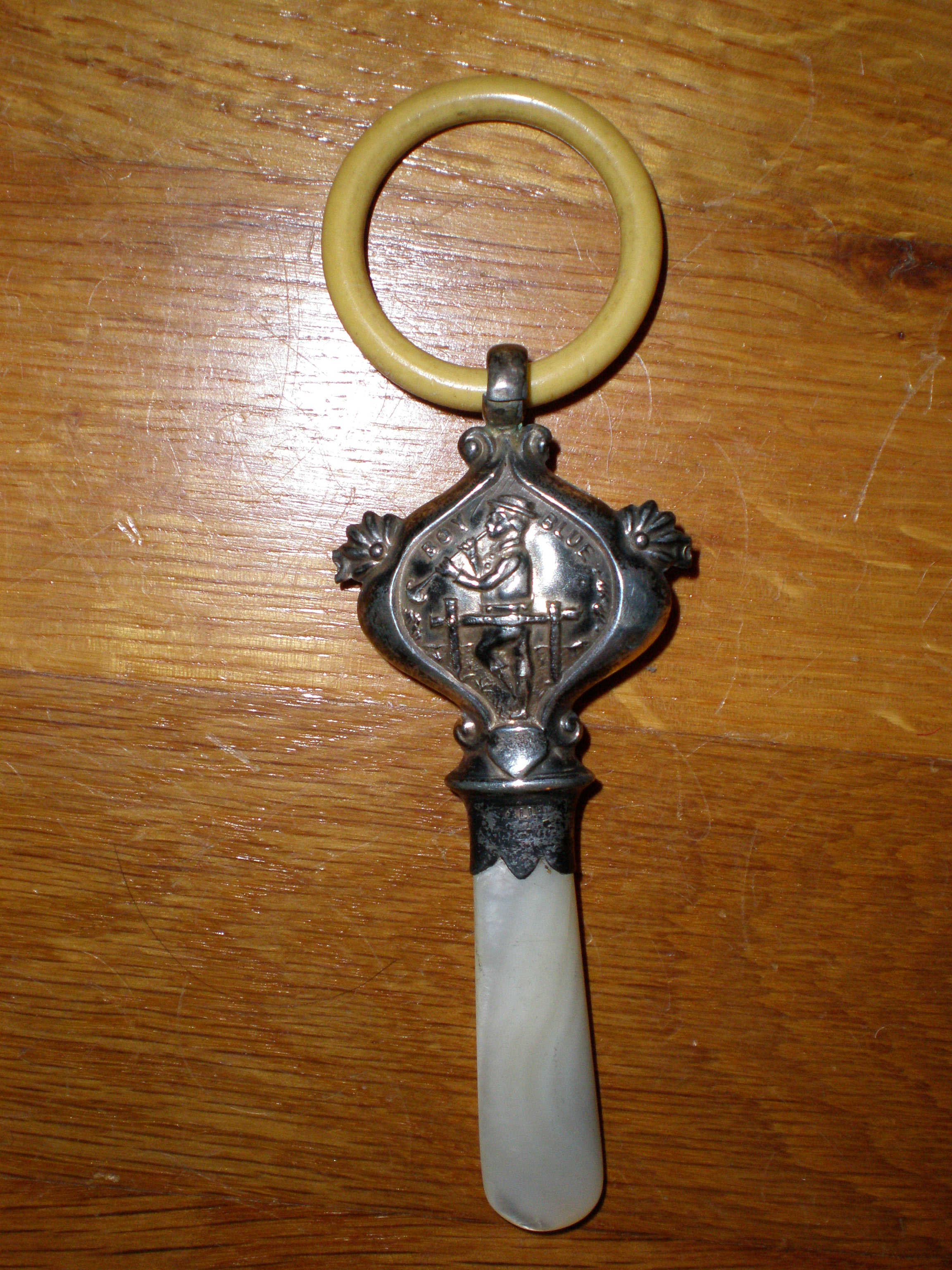
Кольцо для прорезывания зубов начала XX века

Печенье, такое как сухарики и савоярди, также можно давать младенцам при прорезывании зубов.